# Увійди в мій будинок
«Увійди в мій будинок» — радянський художній фільм 1967 року, знятий на кіностудії «Узбекфільм».

## Сюжет
Про любов, дружбу, про наступність поколінь батьків і дітей.

## У ролях
- Микола Абрашин — Борис
- Маргарита Азізбаєва — Рано
- Сайрам Ісаєва — Сайрам
- Набі Рахімов — екскурсовод
- Бімболат Ватаєв — Даврон
- Олександр Якімов — Андрій
- Хікмат Латипов — караульний
- Закір Мухамеджанов — редактор
- Георгій Строков — епізод
- Євген Тетерін — епізод
- Анатолій Фалькович — епізод
- Бахтійор Іхтіяров — епізод
- Лілія Мельникова — епізод
- Юрій Пуртов — епізод
- Амін Турдиєв — епізод
- Обіджан Юнусов — епізод

## Знімальна група
- Режисер — Анатолій Кабулов
- Сценаристи — Дмитро Булгаков, Анатолій Мадорський
- Оператор — Олександр Панн
- Композитор — Альберт Малахов
- Художник — Євген Пушин